# العلاقات الجورجية الفرنسية
العلاقات الجورجية الفرنسية هي العلاقات الثنائية التي تجمع بين جورجيا وفرنسا.

## مقارنة بين البلدين
هذه مقارنة عامة ومرجعية للدولتين:
| وجه المقارنة                                              | جورجيا                          | فرنسا                                                    |
| --------------------------------------------------------- | ------------------------------- | -------------------------------------------------------- |
| المساحة (كم2)                                             | 69.70 ألف                       | 643.80 ألف                                               |
| عدد السكان (نسمة)                                         | 3.72 مليون                      | 67.12 مليون                                              |
| الكثافة السكانية (ن./كم²)                                 | 53.37                           | 104.26                                                   |
| العاصمة                                                   | تبليسي، كوتايسي                 | باريس                                                    |
| اللغة الرسمية                                             | اللغة الجورجية، اللغة الأبخازية | لغة فرنسية                                               |
| العملة                                                    | لاري جورجي                      | يورو، فرنك س ف ب، فرنك فرنسي، Livre tournois ‏            |
| الناتج المحلي الإجمالي (بليون دولار)                      | 15.16 مليار                     | 2.58 تريليون                                             |
| الناتج المحلي الإجمالي (تعادل القوة الشرائية) بليون دولار | 35.68 مليار                     | 2.87 تريليون                                             |
| الناتج المحلي الإجمالي الاسمي للفرد دولار أمريكي          | 3.79 ألف                        | 36.20 ألف                                                |
| الناتج المحلي الإجمالي للفرد دولار أمريكي                 |                                 | 39.33 ألف                                                |
| مؤشر التنمية البشرية                                      | 0.754                           | 0.888                                                    |
| رمز المكالمات الدولي                                      | +995                            | +33                                                      |
| رمز الإنترنت                                              | .ge، .გე ‏                       | .fr، .bzh ‏، .tf، .re، .wf، .yt، .pm، .paris              |
| المنطقة الزمنية                                           | ت ع م+04:00                     | أوروبا/باريس ‏، توقيت وسط أوروبا، توقيت وسط أوروبا الصيفي |

## مدن متوأمة
في ما يلي قائمة باتفاقيات التوأمة بين مدن جورجية وفرنسية:
- ترتبط كوتايسي مع ليون باتفاقية توأمة منذ 1997.[16][16][16][17]
- ترتبط تبليسي مع نانت باتفاقية توأمة منذ 1975.
- ترتبط محمية المدينة ومتحف متسخيتا مع Leuville-sur-Orge [الإنجليزية]‏ باتفاقية توأمة منذ 2014.[18]

## منظمات دولية مشتركة
يشترك البلدان في عضوية مجموعة من المنظمات الدولية، منها:
| علم المنظمة | اسم المنظمة                             | تاريخ انضمام جورجيا | تاريخ انضمام فرنسا |
| ----------- | --------------------------------------- | ------------------- | ------------------ |
|             | اتفاقية السماوات المفتوحة               | ?                   | ?                  |
|             | يونسكو                                  | 7 أكتوبر 1992       | 4 نوفمبر 1946      |
|             | الفريق المعني برصد الأرض                | ?                   | ?                  |
|             | مؤسسة التمويل الدولية                   | 29 يونيو 1995       | 20 يوليو 1956      |
|             | مجلس أوروبا                             | 27 أبريل 1999       | 5 مايو 1949        |
|             | مؤسسة التنمية الدولية                   | 31 أغسطس 1993       | 30 ديسمبر 1960     |
|             | منظمة التجارة العالمية                  | 14 يونيو 2000       | 1995               |
|             | منظمة الأمن والتعاون في أوروبا          | 24 مارس 1992        | 25 يونيو 1973      |
|             | المنظمة الأوروبية لسلامة الملاحة الجوية | 2012                | 1960               |
|             | الاتحاد البريدي العالمي                 | ?                   | ?                  |
|             | الاتحاد الدولي للاتصالات                | 7 يناير 1993        | 1866               |
|             | الأمم المتحدة                           | 31 يوليو 1992       | 24 أكتوبر 1945     |
|             | البنك الدولي للإنشاء والتعمير           | 7 أغسطس 1992        | 27 ديسمبر 1945     |
|             | المنظمة الهيدروغرافية الدولية           | ?                   | ?                  |

## أعلام
هذه قائمة لبعض الشخصيات التي تربطها علاقات بالبلدين:
- إيمانويل كارير (9 ديسمبر 1957[23][24] – )
- بيير فيسون (كاتب فرنسي، 1918 – 2013[25][26])
- جويلوم جالين (ممثل فرنسي، 8 فبراير 1972[27][28] – )
- سالوميه زورابيشفيلي (سياسية جورجية، 18 مارس 1952 – )

## وصلات خارجية
- موقع وزارة الخارجية الجورجية
- موقع وزارة الخارجية الفرنسية